# Малжениці
Малжениці (словац. Malženice) — село, громада округу Трнава, Трнавський край. Кадастрова площа громади — 14.85 км².
Населення 1519 осіб (станом на 31 грудня 2020 року).

## Історія
Малжениці згадується 1113 року.

## Населення
| Рік:            | 1994. | 2004.    | 2014.    | 2024.   |
| --------------- | ----- | -------- | -------- | ------- |
| Кількість осіб: | 1017  | 1266     | 1428     | 1507    |
| Різниця:        |       | +24,48 % | +12,79 % | +5,53 % |

| Рік:            | 2023. | 2024.   |
| --------------- | ----- | ------- |
| Кількість осіб: | 1534  | 1507    |
| Різниця:        |       | -1,76 % |